# Nessim Samama
Pour les articles homonymes, voir Samama.
Nessim Samama ou Nessim Scemama (arabe : نسيم شمامة), né en 1805 à Tunis et mort le 24 janvier 1873 à Livourne, est une personnalité juive tunisienne. Il travaille pour les beys husseinites en occupant le poste de receveur général puis de directeur des finances. Il assure également la fonction de caïd pour sa communauté.

## Biographie
Fils du rabbin Salomon Samama et d'Aziza Krief, il est considéré comme « le chef de la famille israélite la plus riche et la plus considérée de toute la régence de Tunis ».
On ne sait rien de sa prime jeunesse mais Nessim Scemama se lance très tôt dans le commerce de tissus. Son échoppe à la Hara, le quartier juif, lui permet tout juste de vivre et d'entretenir sa famille et ses trois femmes. L'un de ses clients, le général Benaïd, est ébloui par l'habilité, l'élocution et ses capacités de calcul, ce qui lui permet de côtoyer la haute administration du régime husseinite. Quittant son échoppe, il accepte de devenir domestique d'un général pour accéder à la fonction de caissier de Mahmoud Ben Ayed. Dès 1843 au moins, il est chargé de récolter l'impôt. Il obtient la recette générale des douanes en 1849 puis les concessions des fermages des douanes de Sfax et Sousse, du savon, de la chaux, des briques, du sel et du charbon. En 1852 ou 1853, il passe au service du grand vizir Mustapha Khaznadar, devenant receveur général des finances ou trésorier général.
En juin 1856, Nessim Samama manque de peu d'être la victime d'une affaire à laquelle il est étranger. En effet, il prend la défense de son proche parent et cocher, Bathou Sfez. À la suite d'un incident de circulation et à une altercation avec un musulman, celui-ci est accusé à tort d'avoir injurié l'islam. Inculpé et jugé coupable, selon le droit malikite, il est condamné par le tribunal du Charaâ à la peine de mort pour blasphème et décapité à coup de sabre le 24 juin 1857. Le souverain Mohammed Bey cherche par ce geste à apaiser les rancœurs nées de l'exécution d'un musulman accusé d'avoir tué un Juif et à prouver que sa justice traite ses sujets équitablement. Néanmoins, la rigueur de la peine soulève une vive émotion dans la communauté juive et chez les consuls de France et du Royaume-Uni, Léon Roches et Richard Wood. Ceux-ci en profitent alors pour exercer une pression sur le souverain afin qu'il s'engage dans la voie de réformes libérales similaires à celles promulguées dans l'Empire ottoman en 1839 en considérant les Juifs tunisiens comme des « frères dans la patrie » (Ikhwanoun fil watan).
Désigné caïd des Juifs en octobre 1859, Nessim Samama contribue à des travaux dans les lieux de culte, parmi lesquels la construction de la Grande synagogue de Tunis[Laquelle ?]. Il arrive par ailleurs à convaincre le bey de dispenser la communauté des travaux de corvée. Il occupe le poste de directeur des finances à partir d'avril 1860, devenant riche au point qu'il offre en mai 1862 un prêt de dix millions de rials à Khaznadar à un taux d'intérêt de 12 %. La mémoire locale garde de lui le souvenir d'un philanthrope sans précédent : il marie les filles pauvres, secourent sans compter les indigents de la ville et contribuent aux études des jeunes. Ses libéralités deviennent alors légendaires. Il se fait construire un palais sur la rue El Mechnaka, qui abrite l'école de jeunes filles de l'Alliance israélite universelle, une synagogue portant son nom et une très riche bibliothèque. Le lieu devient un haut lieu de réceptions mondaines auxquelles sont conviés les consuls européens. Artisan du rapprochement entre la Tunisie et la France, il rencontre en 1860 Napoléon III —  qui le fait chevalier de la Légion d'honneur quelques années plus tard — et son épouse Eugénie.
À la suite de l'insurrection d'Ali Ben Ghedhahem et la suspension de la Constitution de 1861, Il part pour Paris le 8 juin 1864, avec pour mission officielle de négocier un nouvel emprunt, mais fuit en emportant une partie des dossiers financiers, des documents compromettants et vingt millions de rials. Il s'installe au numéro 47 de la rue du Faubourg-Saint-Honoré, achetant des hôtels rue de Chaillot, une maison de campagne à Beaumont-sur-Oise et une propriété à Sèvres.
La guerre franco-allemande de 1870 le contraint à partir pour l'Italie, où il s'installe définitivement à Livourne en 1871, après avoir été fait comte du pape sous le roi Victor-Emmanuel II. Ainsi il devient le premier juif à acquérir ce titre. Il adopte la devise Shemaʿ Yisrā'ēl YHWH elohénou YHWH eḥāḏ (« Écoute Israël, l'Éternel [est] notre Dieu, l'Éternel [est] un »). 
Même avec son installation définitive en Italie, Nessim Samama continue à gérer ses biens à la Hara (médina de Tunis) où il possède tout un quartier selon ce qui est rapporté. Pour Abdelkrim Allagui, le montant de détournement du Trésor tunisien vaut  l'équivalent de presque 150 % du budget de la régence. 

## Héritage
À la mort du caïd Nessim Samama, toute une série de procès a lieu entre Mahmoud Ben Ayed et ses héritiers, ainsi qu'entre le bey et ces mêmes héritiers afin de récupérer les sommes colossales acquises par Samama. Le montant total des sommes contestées correspond à plus de seize millions de francs dans une succession estimé à 27 millions. Ces procès successifs s'étalent en tout sur plus de quinze ans.
Malgré la non reconnaissance des titres de noblesse par l'article 14 du Statut albertin, son article 7 admet la validité du Concordat[Lequel ?] qui, lui, reconnaît la validité des titres pontificaux. La Consulta Araldica (en) prend ainsi, le 2 février 1925, un règlement intérieur pour l'autorisation à l'usage des titres pontificaux. L'article 1 précise entre autres l'autorisation à l'usage dans toute l'Italie des titres concédés par les souverains pontifes après 1870. Le Conseil d'État italien établit le 19 juin 1969 que l'usage des titres est pleinement licite, en conséquence les héritiers en titre du caïd Samama, à savoir les familles Sfez, Samama et Scemama, font partie des seules familles juives à posséder le titre de comte du pape en Italie.
Malgré son éducation élémentaire, sa passion pour les livres l'incite à contribuer à la publication d'un certain nombre d'ouvrages qu'il fait éditer à Livourne à une époque où l'impression en Tunisie est très modeste. Une grande partie de son patrimoine va à la bibliothèque talmudique de Jérusalem.